# Arctotis erosa
Arctotis erosa là một loài thực vật có hoa trong họ Cúc. Loài này được (Harv.) Beauverd mô tả khoa học đầu tiên năm 1915.